# أندي مارتينيز
أندي مارتينيز (بالإسبانية: Andy Martínez) هو منافس ألعاب قوى بيروفي، ولد في 28 سبتمبر 1993.

## وصلات خارجية
- أندي مارتينيز على موقع الاتحاد الدولي لألعاب القوى (الإنجليزية)